# Rikers Island
Rikers Island (/ˈraɪkərz/) est une île de 167 ha située à New York, qui abrite la plus grande prison de la ville et la deuxième plus importante prison aux États-Unis.

## Géographie

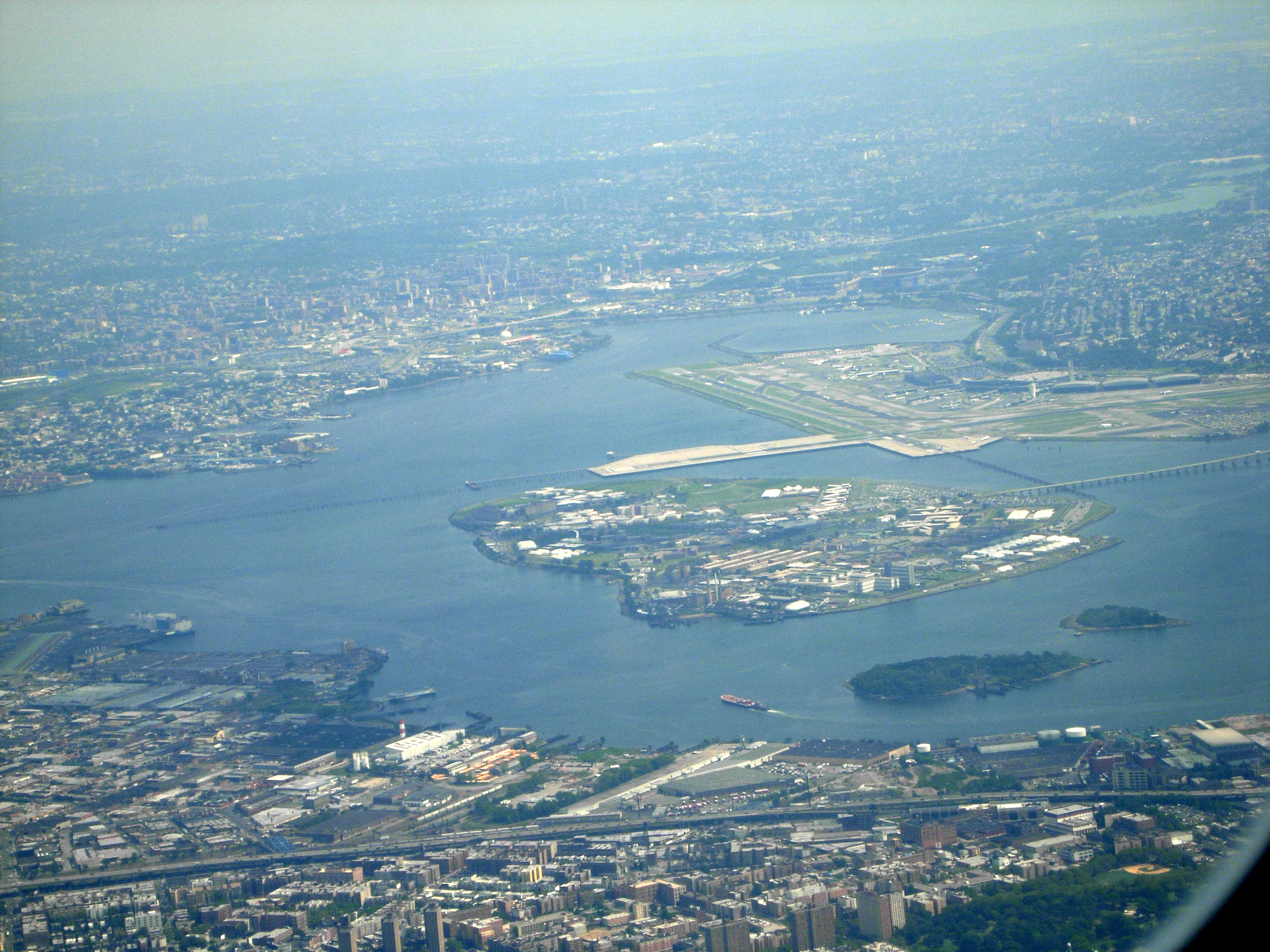
Vue aérienne de Rikers Island et de sa prison. L'aéroport LaGuardia de New York est en arrière-plan.

L'île qui se situe sur l'East River, mesure approximativement 2 km de long sur 1,3 km de large et compte une superficie de 1,672 km2 pour plus de 5 km de côtes.
Elle dépend administrativement de l'arrondissement du Bronx, dont elle est séparée par un bras de mer de plus de 470 m de large, mais est reliée à celui de Queens par un pont inauguré en 1966, le Francis R. Buono Memorial Bridge (appelé officieusement pont de Rikers Island), qui aboutit à proximité de l'aéroport LaGuardia, lequel est séparé de l'île par un deuxième bras de mer d'une largeur de 270 m, le Rikers Island Channel.

## Histoire
L'île a été nommée en référence à Abraham Rycken (ou Rycke), colon néerlandais qui immigra à Long Island en 1638. Ce n'est que quelques années plus tard qu'il devint propriétaire de l'île à laquelle il donna son nom. Elle fut utilisée comme terrain militaire dès la guerre de Sécession. Les descendants de Rycken possédèrent l'île jusqu'en 1884, date à laquelle ils la vendirent à la municipalité de New York pour la somme de 180 000 dollars. La ville s'en est servi comme prison à partir de 1932.
En 2017, le maire Bill de Blasio annonce que la prison sera fermée d'ici 10 ans, si le taux de criminalité dans la ville reste bas et si la population de Rikers est réduite de 10 000 à 5 000. Bill de Blasio a publié les détails de son plan dans un rapport intitulé « Plus petit, plus sûr, plus juste: une feuille de route pour la fermeture de Rikers Island » publiée le 22 juin 2017.
En février 2018, une commission de surveillance de l'État a suggéré que l'État de New York envisage de fermer les installations avant cette date limite. En octobre 2019, le conseil municipal de New York a voté en faveur de la fermeture des installations d'ici 2026.

## Prison
La prison qu'elle abrite est en fait constituée de 10 établissements pénitentiaires différents :
- le Otis Bantum Correctional Center (OBCC), ouvert en 1985, 2 000 lits ;
- le Adolescent Reception and Detention Center (ARDC) ou Robert N. Davoren Complex (RNDC), prison pour mineurs (16-18 ans) ouverte en 1972, 2 500 lits ;
- le Anna M. Kross Center (AMKC), prison pour hommes, ouverte en 1978 (possède un département pour malades mentaux et un centre de désintoxication pour toxicomanes), 2 400 lits ;
- le George Motchan Detention Center (GMDC), prison pour femmes ouverte en 1971, 2 500 lits ;
- le North Infirmary Command (NIC), infirmerie carcérale ouverte en 1932, 500 lits ;
- le Rose M. Singer Center (RMSC), prison pour femmes et adolescentes, ouverte en 1988, 800 lits ;
- le Eric M. Taylor Center (EMTC), prison pour hommes et pour mineurs condamnés à des peines inférieures à un an, ouverte en 1964 et agrandie en 1973, 2 250 lits ;
- le James A. Thomas Center (JATC), prison pour hommes ouverte en 1933 (c'est le plus ancien pénitencier du complexe), 1 200 lits ;
- le George R. Vierno Center (GRVC), ouvert en 1991, 850 lits ;
- le West Facility (WF), ouvert en 1991, réservé aux détenus (hommes et femmes) porteurs de maladies transmissibles, 800 lits.

Ce complexe qui est géré par le New York City Department of Correction (littéralement « service correctionnel de la ville de New York »), emploie 9 500 agents et 1 400 civils responsables d'une population maximale de 17 000 détenus, et fonctionne avec un budget annuel de 860 millions de dollars. Selon l'étude du bureau du recensement des États-Unis, la population permanente de l'établissement était de 11 355 détenus en 2009.

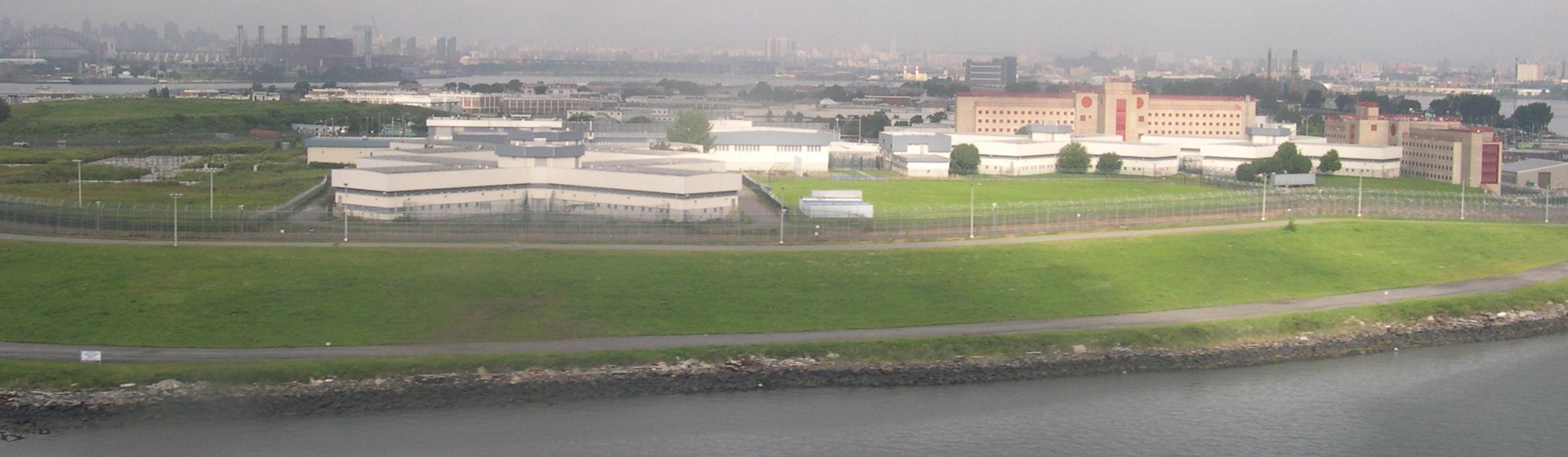
Le centre pénitentiaire de Rikers Island.

### Détenus célèbres
Le 9 décembre 1978, Sid Vicious y est incarcéré et y passe 55 jours jusqu'à sa libération sous caution le 1er février 1979. Il meurt le lendemain d'une overdose d'héroïne lors d'une fête en l'honneur de sa remise en liberté.
Condamné, le lundi 8 mars 2010, à un an de prison ferme, le rappeur Lil Wayne y est aussitôt incarcéré, puis libéré le 4 novembre 2010 pour bonne conduite. Mais bien avant Lil Wayne, d'autres célèbres rappeurs tels que Tragedy Khadafi, Prodigy, DMX ou bien encore Tupac Shakur y ont été aussi incarcérés. Ce dernier y est resté huit mois pour affaire d'agression sexuelle.
L'escroc français Christophe Rocancourt y a lui aussi été incarcéré, et déclare au sujet de cette prison « J'y ai passé trois semaines en transit en 1998. C'est quasiment ce qu'il y a de pire ». L'escroc russo-allemande Anna Delvey y est enfermée deux ans avant d'être transférée à Bedford Hills.
Dominique Strauss-Kahn a été placé en détention provisoire en cellule individuelle du West Facility du 16 mai 2011 au 20 mai 2011.
Kalief Browder, mineur de 16 ans, y a passé 3 ans dont 1 000 jours en isolement sans être inculpé du 15 mai 2010 jusqu'au 29 mai 2013[réf. souhaitée]. Son cas a provoqué une remise en question de la législation carcérale[réf. nécessaire].
Harvey Weinstein, condamné à 23 ans de prison, y est placé en détention en cellule individuelle depuis le 11 mars 2020, à la suite du verdict du procès dans l'affaire qui le concerne.

## Dans la culture populaire
La prison de Rikers est souvent mentionnée dans des séries télévisées et films :

### Au cinéma
- 1989 : SOS Fantômes 2 de Ivan Reitman
- 1993 : L'Impasse (Carlito's Way) de Brian De Palma
- 2001 : Love The Hard Way de Peter Sehr
- 2001 : 15 minutes de John Herzfeld
- 2008 : Course à la mort de Paul W. S. Anderson

### À la télévision
- Damages, saison 1, épisode 8 : le personnage interprété par Rose Byrne y est incarcéré
- New York 911 (saison 6, épisode 7[10])
- New York, police judiciaire
- New York, unité spéciale
- Person of Interest. John Reese y est emprisonné lors des épisodes 11 et 12 de la saison 2
- Brooklyn Nine-Nine (saison 1, épisode 14)
- The Man in the High Castle (prison utilisée par les Nazis pour y torturer des prisonniers)
- Revenge (saison 1, épisode 16)
- The Night Of (2016, HBO)
- Dans leur regard (2019, Netflix)
- New Amsterdam (2019, NBC)
- Inventing Anna (2022, Netflix)
- Bad vegan. Arnaque au menu (2022, Netflix)
- The Office (saison 9, épisode 11)

### Dans les jeux vidéo
- Tom Clancy's The Division (2016) : Une des factions du jeu se prénomme les « Rikers », en référence à la prison d'où ils se sont évadés.
- Spider-Man (2018) : Un gang de méchants se nommant « Ryder » fait régner la terreur sur New York après leur évasion de la prison de Ryker Island.